# Arctopsyche inaequispinosa
Arctopsyche inaequispinosa är en nattsländeart som beskrevs av Schmid 1968. Arctopsyche inaequispinosa ingår i släktet Arctopsyche och familjen ryssjenattsländor. Inga underarter finns listade i Catalogue of Life.